# Кантеле

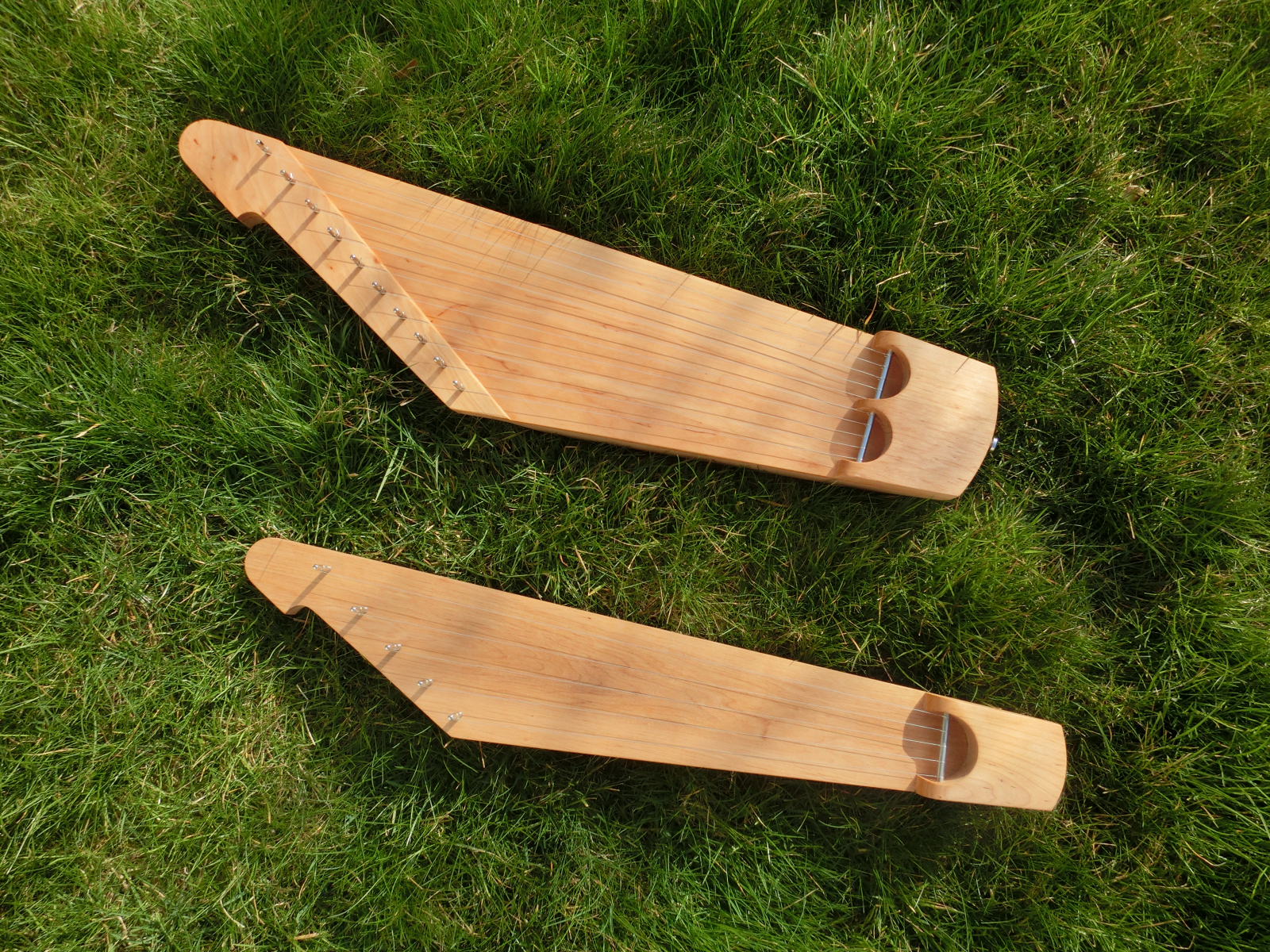
10-струнні та 5-струнні кантале (Melodia Soitin, 2014)

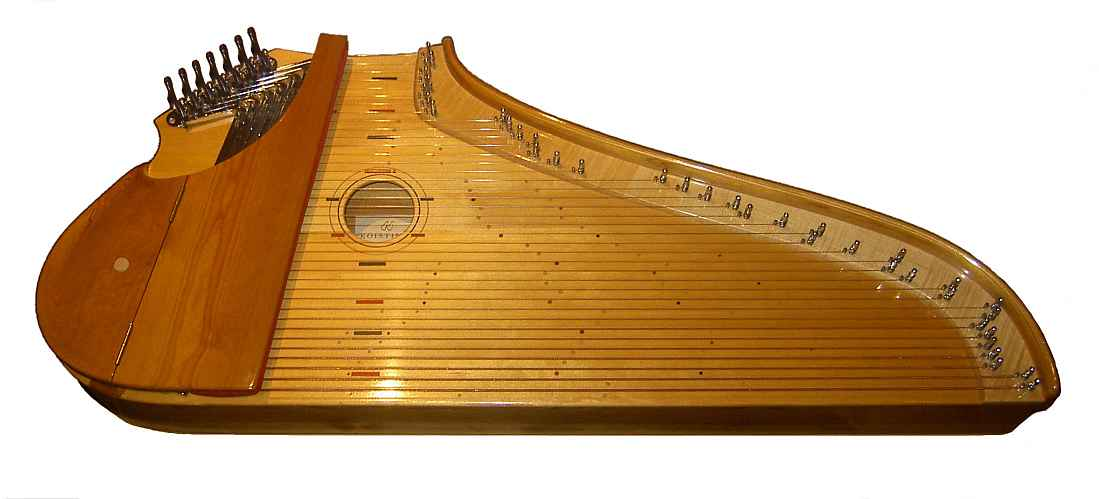
38-струнні концертні кантале (Hannu Koistinen, 1993)

Ка́нтеле (фін. kantele) — фінський і карельський струнний щипковий музичний інструмент подібний до гусел, належить до групи цитр.
Стародавні кантеле мали 5 жильних струн, а сучасні концертні виготовляються з металевими струнами, кількість яких може досягати 40. Під час гри кантеле тримають на колінах у горизонтальному або дещо похиленому стані і пальцями обох рук защипують струни. На кантеле грають соло, акомпанують рунам народного епосу «Калевала».
Від слова «кантеле» походить назва збірки фінських народних рун «Кантелетар», укладеної Еліасом Леннротом. Три видання «Кантелетара» вперше побачили світ у 1840—1841 рр. Суфікс tar означає жіночий рід, тобто Кантелетар — дочка кантеле або муза-покровителька гри на цьому інструменті.